# Amauta

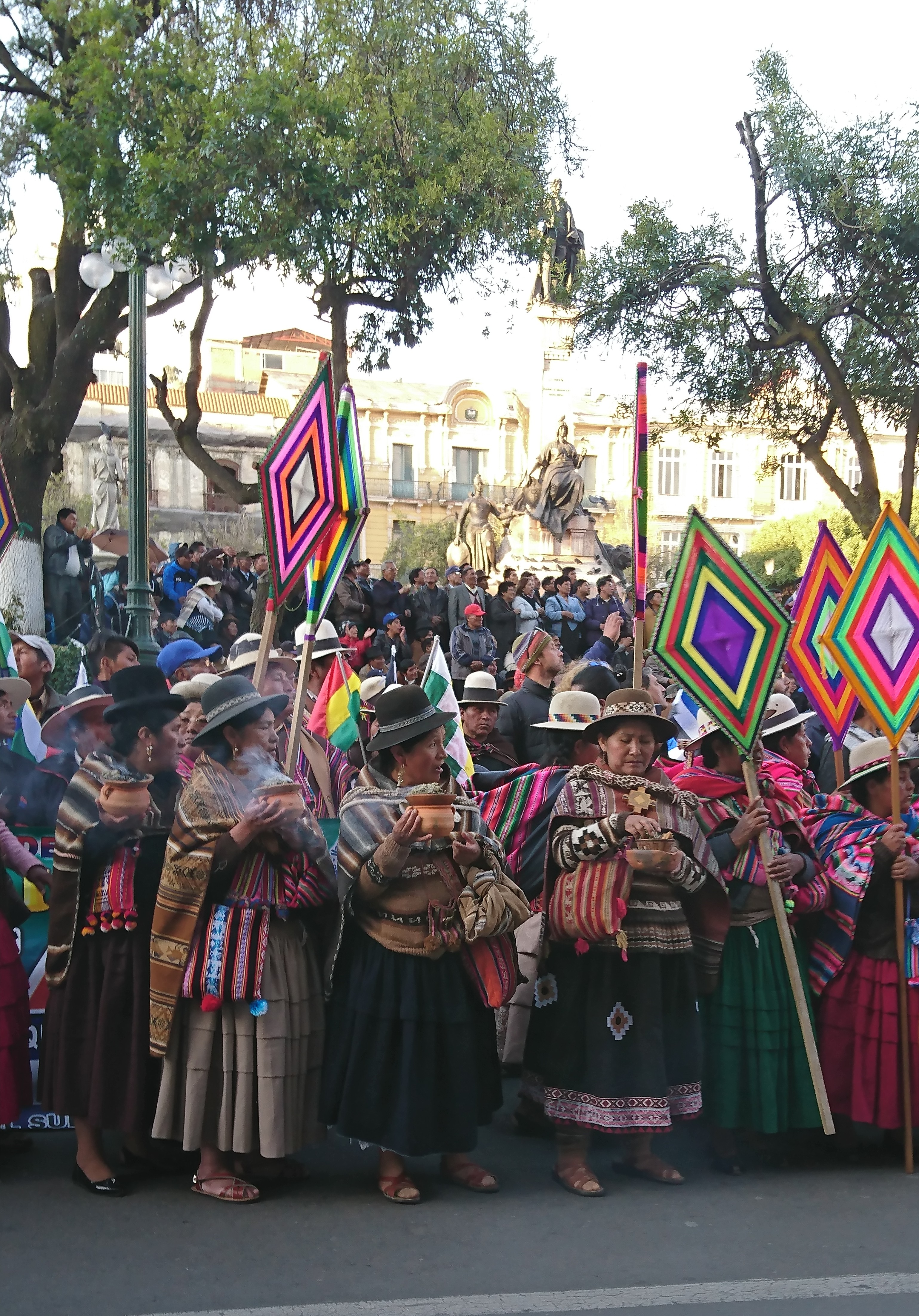
Amautas a la Plaza Murillo, a La Paz, durant la inauguració de la Casa Gran del Poble

Es coneix amb el títol honorífic d'amautas (del quítxua meridional: hamawt'a; 'mestre', 'savi') a aquelles persones que es dedicaven a l'educació formal dels fills dels nobles i del sapa inca. Durant l'imperi inca van existir dues classes d'educació. Una era una educació dirigida a les classes altes; i una altra per a la població en general, també anomenada Hatunrunas ("home comú"). Les classes nobles i reials de l'Imperi Inca van ser educats formalment pels Amautas ("homes savis"), mentre que la població general rebia coneixements de les seves famílies, les quals es transmetien de generació en generació.
Segons el cronista Fra Martín de Murúa, l'educació s'impartia a les yachaywasis, o "cases del saber", llocs d'aprenentatge situats a Cusco on els estudiants nobles inscrits assistien a aquestes escoles de formació. Els yachaywasis o yachayhuasis eren recintes dedicats a l'educació que van ser fundades per Inca Roca. Formaven part del Consell imperial del Sapa Inca. L'aprenentatge era impartit pels amautas, instruint als futurs governants normes morals, religioses, històriques i formes de govern en l'Imperi Inca. També ensenyaven ciències matemàtiques i coneixements sobre la terra i l'univers (cosmovisió andina).
Practicaven càstigs però, si se sobrepassaven, ells al seu torn eren castigats. Les principals matèries que ensenyaven a la yachaywasi era història incaica, religió i la llengua.

## Ús contemporani del terme

### A Bolívia
A Bolívia els termes amauta i yatiris s'apliquen a persones amb capacitat d'aconsellar i llegir la sort amb diferents mètodes entre els quals es troba la lectura de coca. Alguns d'ells estan establerts a la ciutat de l'Alt en oficines i casetes, moltes d'elles situades a les rodalies de La Ceja. Durant algunes festivitats com ara les Alasitas, se solen establir llocs temporals a les rodalies per celebrar ritus de bons auguris.
Els ritus celebrats pels amautas inclouen ofrenes destinades a demanar permís i buscar bona fortuna per a diferents empreses. Entre les pràctiques que fan es troben la preparació de taules d'ofrenes que inclouen en el ritu d'ignició la challa, acullico, sahumerio i oracions i resos demanant protecció als Achachilas i la Pacha Mama.

### A Perú

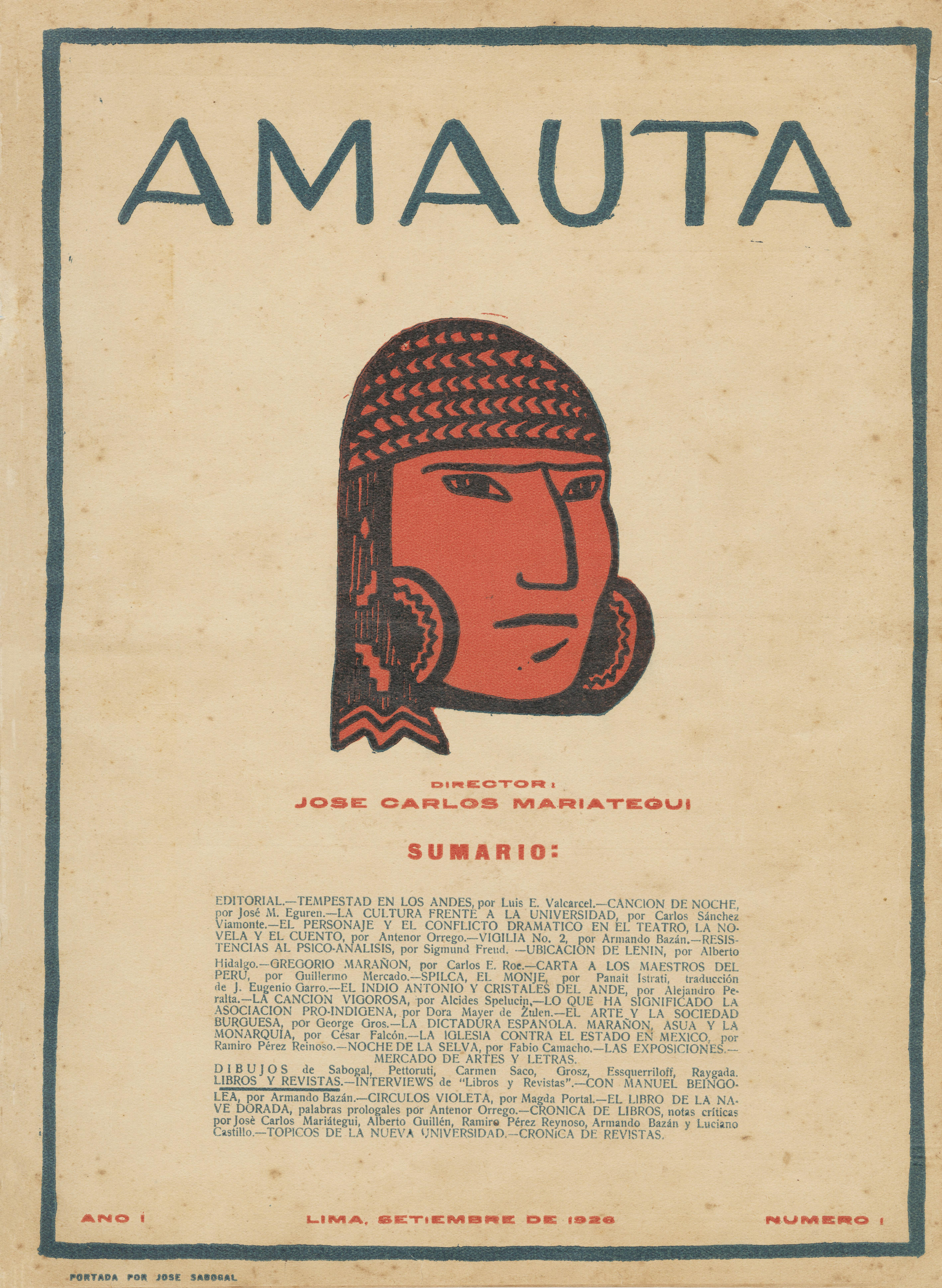
Portada del primer número de la revista Amauta, fundada per Mariátegui

A Perú el terme és un hipocorístic per referir-se principalment a l'escriptor, periodista, polític i filòsof José Carlos Mariátegui i la revista del mateix nom que va fundar.
El terme és usat addicionalment per designar el títol d'un savi o mestre en una disciplina específica, com per exemple el premi del Amauta de la artesanía del Ministeri de Cultura o el grau de "amauta" en el reconeixement de les Palmas magisteriales, màxim guardó atribuït als professors i pedagogs pel Ministeri d'Educació.